# Oftalmologija
Oftalmologija ili okulistika je grana medicine koja se bavi proučavanjem građe i funkcije oka u zdravom i bolesnom stanju. Osobito obrađuje patologiju, kliniku i terapiju očnih bolesti i anomalije refrakcije oka.

## Povijest
Već u starom Egiptu bavili su se liječnici očnim bolestima, neke su od njih opisane na Ebersovu papirusu (oko 1500. pr. Kr.). Kod Grka i Rimljana opisuju očne bolesti Hipokrat, Galen i Celzo, u Bizantu Aetije iz Amide i Pavao iz Egine, koji je bio posljednji predstavnik grčke medicine prije dolaska Arapa. U srednjem vijeku očnim bolestima bavili su se osobito Perzijanci (Avicena, Avenzoar i Razi); među srednjovjekovnim muslimanskim liječnicima ima već specijalista za očne bolesti. U Europi postoje u srednjem vijeku i u 16. i 17. stoljeću operateri očne mrene, koji rade po sajmovima, dok se liječnici uopće ne bave očnim bolestima. 
Reformator oftalmologije bio je Nijemac Georg Bartisch, isprva također operater mrene, koji je 1583. izdao prvi udžbenik očnih bolesti „Ophthalmodouleia“. U 18. stoljeću razvija se oftalmologija kao samostalna znanost u Francuskoj, gdje su na glasu Maître Jean i Jean Daviel. U drugim je zemljama u to doba oftalmologija još uvijek sastavni dio kirurgije. Prva samostalna očna klinika osnovana je u 19. stoljeću u Beču. Nagli procvat oftalmologije omogućio je pronalazak oftalmoskopa kojeg je izumio Helmholtz 1851. godine.  
Albrecht von Grâfe, njemački oftalmolog 19 stoljeća uveo je niz operacija; on je tvorac moderne znanstvene oftalmologije. Znanost o smetnjama refrakcije i o njihovoj korekciji usavršio je Nizozemac Franciscus Cornelis Donders. U Hrvatskoj se znanstvena oftalmologija počela razvijati osobito nakon osnutka očnih klinika dvadesetih godina 20. stoljeća, osobito zahvaljujući pozornosti koju je k obrazovanju studenata i specijalističkih kadrova posvetio Albert Botteri, koji je stvorio uglednu oftalmološku školu koja je dala mnogo budućih voditelja očnih odjela diljem Hrvatske. 

## Vanjske poveznice
- Knol.google.com  Arhivirana inačica izvorne stranice od 1. travnja 2012. (Wayback Machine) stranica s poveznicama na časopise o oftalmologiji (engl.)
- Oftalmološki rječnik